# أرييل سولومون
أرييل سولومون (بالإنجليزية: Ariel Solomon)‏ هو لاعب كرة قدم أمريكية أمريكي، ولد في 16 يوليو 1968 في بروكلين في الولايات المتحدة.

## وصلات خارجية
- أرييل سولومون على موقع مرجع كرة القدم المحترفة.كوم (الإنجليزية)